# Rafał Przybylski
Rafał Przybylski (* 19. Februar 1991 in Stettin) ist ein polnischer Handballspieler.

## Karriere

### Verein
Rafał Przybylski lernte das Handballspielen in seiner Heimatstadt bei Kusy Stettin. 2007 wechselte der zwei Meter große rechte Rückraumspieler zu SMS Gdańsk. Nach drei Jahren unterschrieb er 2010 beim Erstligisten MKS Nielba Wągrowiec. Ab 2012 stand der Linkshänder bei KS Azoty-Puławy unter Vertrag. Mit diesem Klub nahm er am EHF Challenge Cup und am EHF-Pokal teil. Von 2017 bis 2019 spielte er beim französischen Erstligisten Fenix Toulouse Handball. Im Anschluss kehrte er zu Azoty-Puławy zurück.

### Nationalmannschaft
Mit der polnischen Nationalmannschaft belegte 
Rafał Przybylski bei der Weltmeisterschaft 2017 den 17. Platz, bei der Europameisterschaft 2020 den 21. Platz, bei der Weltmeisterschaft 2021 den 13. Platz und bei der Europameisterschaft 2022 den 12. Platz. Insgesamt bestritt er mindestens 94 Länderspiele, in denen er 166 Tore erzielte.